# Copestylum musanum
Copestylum musanum är en tvåvingeart som först beskrevs av Charles Howard Curran 1930. Copestylum musanum ingår i släktet Copestylum och familjen blomflugor.
Artens utbredningsområde är Panama. Inga underarter finns listade i Catalogue of Life.